# Weronika Lizakowska
Weronika Lizakowska (* 2. November 1998 in Kościerzyna) ist eine polnische Leichtathletin, die sich auf den Mittelstreckenlauf fokussiert hat. Aktuell ist sie Inhaberin des Landesrekordes über 1500 Meter.

## Sportliche Laufbahn
Erste internationale Erfahrungen sammelte Weronika Lizakowska bei den Crosslauf-Europameisterschaften 2016 in Chia, bei denen sie nach 13:51 min auf den 45. Platz im U20-Rennen gelangte. Im Jahr darauf schied sie bei den U20-Europameisterschaften in Grosseto mit 4:27,21 min in der ersten Runde im 1500-Meter-Lauf aus und bei den Crosslauf-Europameisterschaften in Šamorín wurde sie nach 14:52 min 50. im U20-Rennen. 2023 schied sie bei den Halleneuropameisterschaften in Istanbul mit 4:23,57 min im Vorlauf über 1500 Meter aus und im August belegte sie bei den World University Games in Chengdu in 4:17,77 min den vierten Platz. Im Oktober wurde sie dann bei den Straßenlauf-Weltmeisterschaften in Riga nach 4:37:04 min 13. über die Meile. Im Jahr darauf verpasste sie bei den Hallenweltmeisterschaften in Glasgow mit 4:10,50 min den Finaleinzug über 1500 Meter und schied im August bei den Olympischen Sommerspielen in Paris mit neuem Landesrekord von 3:57,31 min im Halbfinale aus und löste damit Lidia Chojecka als Rekordhalterin ab.
2025 belegte sie bei den Halleneuropameisterschaften in Apeldoorn in 4:09,64 min den sechsten Platz über 1500 Meter und gelangte über 3000 Meter mit 9:06,84 min auf Rang zehn.
2024 wurde Lizakowska polnische Meisterin im 5000-Meter-Lauf sowie 2024 und 2025 Hallenmeisterin im 3000-Meter-Lauf. 2025 wurde sie zudem Hallenmeisterin über 1500 Meter.

## Persönliche Bestleistungen
- 800 Meter: 2:02,91 min, 21. Juli 2024 in Schifflange
  - 800 Meter (Halle): 2:03,07 min, 9. Februar 2025 in Breslau
- 1000 Meter: 2:39,33 min, 31. August 2024 in Białystok
- 1500 Meter: 3:57,31 min, 8. August 2024 in Paris (polnischer Rekord)
  - 1500 Meter (Halle): 4:03,72 min, 16. Februar 2025 in Toruń
- Meile: 4:28,62 min, 6. Juni 2023 in Bydgoszcz
  - Meile (Halle): 4:25,48 min, 2. Februar 2025 in Val-de-Reuil
  - 3000 Meter (Halle): 8:48,00 min, 23. Februar 2025 in Toruń
- 5000 Meter: 15:38,15 min, 29. Juni 2024 in Bydgoszcz